# جيف بيري (سياسي)
جيف بيري (بالإنجليزية: Jeff Perry)‏ هو محامي وسياسي أمريكي، ولد في 8 يناير 1964 في أتلبورو في الولايات المتحدة. حزبياً، نشط في الحزب الجمهوري. وقد انتخب عضو مجلس نواب ماساتشوستس.